# Albert Yagüe Jiménez
Albert Yagüe (Vilassar de Mar, Maresme, 27 de març de 1985) és un futbolista professional català. Juga de davanter centre i el seu actual equip és el Club Esportiu Castelló de la Tercera Divisió espanyola.
Format al planter del RCD Espanyol, debuta amb el primer equip en un encontre de lliga davant el Reial Madrid, al setembre de 2005, substituint a Iván de la Peña. No té continuïtat a l'equip perico, que el cedirà durant sis mesos a la Lorca Deportiva, de Segona Divisió.
L'estiu del 2007 fitxa per la SD Eibar, amb qui roman dos anys a la categoria d'argent, a les quals marca vuit gols en 60 partits. Després del descens dels bascos a Segona B, el davanter marxa a la UD Melilla.
Des de finals de 2012 juga a les files del Club Esportiu Atlètic Balears, de Palma (Mallorca, Illes Balears), al Grup 3 de la Segona Divisió B.